# NGC 5199
NGC 5199 is een lensvormig sterrenstelsel in het sterrenbeeld Jachthonden. Het hemelobject werd op 1 mei 1785 ontdekt door de Britse astronoom William Herschel.

## Synoniemen
- UGC 8504
- MCG 6-30-24
- ZWG 190.16
- NPM1G +35.0274
- PGC 47492